# Star Wars (RPG)

Logo da franquia

Star Wars em RPG  refere-se às inúmeras adaptações para RPG de mesa da franquia de space opera épica Star Wars, criada pelo cineasta George Lucas.

## RPG de mesa
Primeiro RPG (1987 - 1998)
O primeiro RPG ambientado no universo de Star Wars, Star Wars: The Roleplaying Game, foi publicado pela West End Games em 1987, lançado para comemorar os 10 anos do primeiro filme da franquia. O jogo usa o D6 System, que possuí esse nome por usar dados tradicionais de seis lados (conhecidos pelos jogadores de RPG como D6), o sistema havia sido usado pela primeira vez no ano anterior em jogo inspirado no filme Ghostbusters. Quando o escritor Timothy Zahn foi contratado para escrever a chamada Trilogia  Thrawn (nome dada a uma aclamada série de livros que redefiniu o chamado Universo Expandido), a LucasFilm enviou para autor manuais da West End Games.
Em 1992, a editora lança uma segunda edição e 1996, a edição revisada da segunda edição, até que em 1998, decide não renovar a licença com a LucasFilm.
Segundo RPG (2000 - 2010)
Em 2000, foi lançado terceiro edição do RPG de fantasia Dungeons and Dragons da Wizards of the Coast, que inaugurou o sistema d20, cujas regras poderiam ser usadas em outros cenários que não fosse ligado a fantasia medieval, por ter conseguido a licença de Star Wars, a editora Wizards of Coast escolheu Star Wars para ser o primeiro cenário não-medieval a usar essas novas regras. Para o novo jogo, a editora contratou Bill Slavicsek, responsável pelo RPG da franquia na West End Games e Andy Collins e JD Wiker.
Terceiro RPG (2012 - atualmente)
Em 2012, a Fantasy Flight Games lança o terceiro RPG de Star Wars, que dessa vez, possuí um sistema próprio. Em 2014, foi lançado no Brasil o Star Wars - Fronteira do Império: Kit Introdutório (do inglês: Star Wars: Edge of the Empire)  pela Galápagos Jogos.

## RPGs eletrônicos
- Star Wars: Knights of the Old Republic (Xbox, PC, Android) (produzido pela BioWare)
- Star Wars: Knights of the Old Republic II: The Sith Lords (Xbox, PC) (produzido pela Obsidian Entertainment)

MMORPGs
- Star Wars Galaxies (PC) (produzido pela LucasArts)
  - Star Wars: Galaxies: Jump to Lightspeed—Expansion
  - Star Wars Galaxies: Episode III Rage of the Wookiees—Expansion
  - Star Wars Galaxies: Trials of Obi-Wan—Expansion
- Star Wars: The Old Republic (PC) (produzido pela Bioware)
- Star Wars Combine